# Аристотел Гаврилов
Аристотел Атанасов Гаврилов е български академичен философ, професор.

## Биография
Роден е на 29 януари 1921 г. във Видин в земеделско семейство. През 1940 г. завършва гимназията „Цар Симеон Велики“ в родния си град. Записва медицина и учи до 1943 г. След това записва философия в Букурещкия университет, в който изкарва само 1 година. Между 1947 и 1950 г. учи философия в Софийския университет. От 1950 г. е редовен асистент по философия. В периода 1952 – 1956 г. е аспирант (докторант) в Московския държавен университет „М. Ломоносов“. Защитава дисертация на тема „За природата на психичното“ през 1956 г. От 1972 г. е доцент. Между 1973 и 1976 г. е декан на Философския факултет на Софийския университет. В университета преподава по дисциплината „Диалектика I част – Въведение в марксистката философия“. Основна област на интересите му са гносеологията и логиката. Умира на 15 август 2011 г. в София.

## Научна продукция
- Гаврилов. А . Към въпроса за съзнанието. В: Годишник СУ „Кл.Охридски“ 1962.
- Гаврилов А. Диалектико-материалистическият монизъм и теорията на отражението. В: Ленин и някои проблеми на марксистката философия. С 1970.
- Гаврилов. А . Към въпроса за природата на съзнанието. Университетско издателство „Св. Климент Охридски“, 1975.
- Гаврилов А. Материалистическата диалектика и пътищата на идеализма. Критически анализ на субективноидеалистическата логика. Ч.1. В: Годишник СУ „Кл.Охридски“, Философско-исторически факултет, т.65, 1, 1 – 28, 1973.
- Гаврилов А. Материалистическата диалектика и пътищата на идеализма. Критически анализ на субективноидеалистическата логика. Ч.2 В: Годишник СУ „Кл.Охридски“, Философско-исторически факултет, т.68, 1, 8 – 58 1978.
- Гаврилов А. Материалистическата диалектика и субективния идеализъм. София: Херон Прес. 2002.